# ثلاثة أيام من دي بان 2015
ثلاثة أيام من دي بان 2015 (بالإنجليزية: 2015 Three Days of De Panne)‏ هو سباق دراجات هوائية أقيم بتاريخ 31 مارس 2015، تكون السباق من 4 مراحل وامتدّ لمسافة 544. 4 كم بسرعة 44.2 كم/س، استغرق السباق 12 ساعة 19 دقيقة 10 ثانية. فاز به النرويجي ألكسندر كريستوف وحلّ ثانيا ستيجن ديفولدير بينما حصل على المركز الثالث برادلي ويغينز.

## الترتيب
| م                     | الدرّاج          | البلد           | الزمن                     |
| --------------------- | --------------- | --------------- | ------------------------- |
| الفائز بالترتيب العام | ألكسندر كريستوف | النرويج         | 12 ساعة 19 دقيقة 10 ثانية |
| الثاني                | ستيجن ديفولدير  | بلجيكا          |                           |
| الثالث                | برادلي ويغينز   | بريطانيا العظمى |                           |
| حسب النقاط            | ألكسندر كريستوف | النرويج         | -                         |

## وصلات خارجية
- ثلاثة أيام من دي بان 2015 على موقع إحصائيات الدراجات الإحترافية (الإنجليزية)